# Cláudia Celeste

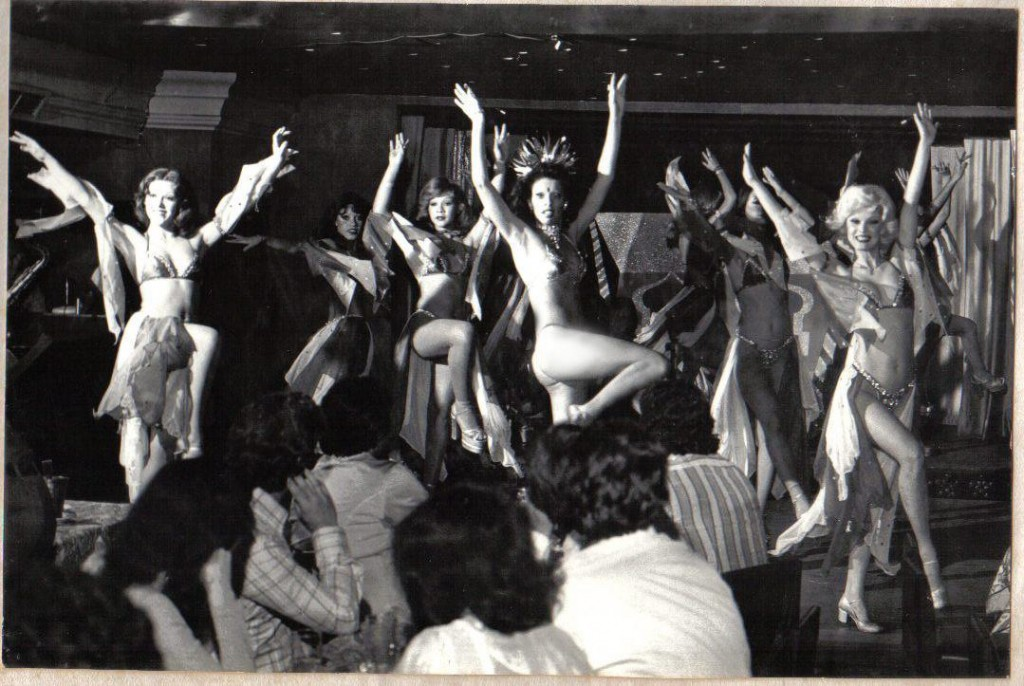
Claudia em um dos vários shows que fez na boate Erótika

Cláudia Celeste (Rio de Janeiro, 14 de julho de 1952 - Rio de Janeiro, 13 de maio de 2018) foi uma atriz, dançarina e transformista brasileira. Foi a primeira travesti a atuar como atriz em novelas brasileiras. Nascida no bairro carioca de Vila Isabel, recebeu seu nome artístico de Carlos Imperial, quando este assistiu ao seu show Era uma vez no Carnaval no Teatro Rival em 1973.

## Carreira
Cláudia iniciou sua carreira de dança na boate Beco das Garrafas. No ano de 1976, foi eleita Miss Brasil Trans (à época "Miss Brasil Gay") e, com o título, chamou a atenção de produtores que a convidaram para atuar no filme Motel de 1975. Em 1977, Daniel Filho convidou Cláudia para uma participação na novela Espelho Mágico, ao lado de Sônia Braga, fazendo uma performance como corista no núcleo dos personagens que trabalhavam num teatro. Sua participação movimentou manchetes em jornais da época como "A primeira travesti na TV" e foi através da imprensa que Daniel Filho descobriu que a dançarina era transformista. Cláudia tinha filmado outras cenas para a novela, mas com a repercussão da primeira que foi ao ar, a direção da Globo resolveu não transmitir as demais cenas, terminando assim sua primeira atuação em novelas.
Em 1982, Cláudia atuou em dois filmes brasileiros: Beijo na Boca, de Paulo Sérgio de Almeida, e Punk's, Os Filhos da Noite, de Levi Salgado.
Em 1988, atuou, do início ao fim, na novela Olho por Olho, na Rede Manchete, no papel da travesti Dinorá. Neste momento, entrou para a história da televisão brasileira como a primeira travesti trabalhando com uma personagem fixa em uma novela.
No teatro, Cláudia atuou em centenas de espetáculos como Gay Fantasy, de 1982, sob a direção de Bibi Ferreira, Bonecas com Tudo em Cima e Febre.

## Morte
A atriz e dançarina morreu em 13 de maio de 2018 por complicações de uma pneumonia.

## Homenagem
Em 21 de agosto de 2022, Cláudia Celeste foi homenageada com um doodle pelo Google Brasil.